# Dolina Marczakowa
Dolina Marczakowa est une localité polonaise de la gmina de Masłów, située dans le powiat de Kielce en voïvodie de Sainte-Croix.